# Детекција глукозе у сузама
Детекција глукозе у сузама минимално неинвазивна је дијагностичка метод која у развоју која уз помоћ колориметријских биосензора може на папиру за мерење да одређује ниво глукозе у сузама.  Детекција глукозе у сузама комбинује уређај заснован на микрофлуидним нитима, амперометријски биосензор и анализу стварања микротока.
Ова метода не само да може да реализује неинвазивну континуирану детекцију, већ такође може да преноси податке у реалном времену на мобилни терминал корисника путем бежичног преноса, што је погодно за кориснике и лекаре да посматрају и регулишу ниво глукозе у крви, и има широку тржишну перспективу.

## Основне информације
Висока концентрација глукозе у крви је последица немогућности производње или ефикасне употребе инсулина. Добра контрола и регулација нивоа глукозе у крви може знатно смањити дугорочне компликације везане за шећерну болест, као што су болести очију, бубрега или нерава. Крв је најсигурнији показатељ садржаја глукозе у организму, и уједно најпогоднији медиј за њено одређивање.
Познато је да особе које болују од шећерне болести треба да проверавају ниво шећера у крви више пута у току дана. За та мерења они најчешће користе специјалне апарате који из периферне крви, убодом у прст на руци могу одредити ниво шећера. Ове (конвенционалне) методе одређивања глукозе у крви су инвазивне и скупе. Последњих година, са глобалним порастом шећерне болести, све већи број субјеката пати од болова и инфекција узрокованих инвазивном природом комерцијалних мерача глукозе.  Истраживања и иновације у различитим областима науке настоје пронаћи алтернативне неинвазивне или мање инвазивне методе праћења глукозе које би могле да донесу олакшање у праћењу нивоа шећера великом броју пацијената. Да је примена неинвазивних метода постала веома актуелна област проучавања то се може уочити и кроз пораст броја патентне документације из ове области.
Сузе су телесна течност богата биомаркерима, који чине много соли, протеини, ензими и глукоза. Неке корисне информације о стању очију и делова тела могле би се добити анализом њиховог хемијског састава. Тако се дошло до идеје да би се конструкцијом неинвазивног сензора за глукозу заснованог на сузама, мого пратити ниво шећер у организму, јер сузе имају мање интерферентних нечистоћа, па би глукоза у сузама била у позитивној корелацији са глукозом у крви.
Елен са сарадницима. дизајнирао је хитозаном модификован колориметријски биосензор на бази папира, који може да добије концентрацију глукозе откривањем ин витро суза и колориметријском анализом са стандардним узорцима. Постигнута аналитичка осетљивост и ЛОД износили су 84 AU mM−1  и 50 µМ,  што је респективно. Колориметријски биосензор на папиру показао је линеарну везу у опсегу концентрације глукозе између 0,1 и 1,0 mM.
Аугустини и сарадници. дизајнирали су електроаналитички микрофлуидни уређај заснован на памучним нитима, који је детектовао узорке суза за анализу микропротока. Урешај је у облику оловке обложене електрополимеризованим филмом поли (толуидин плаво О) и глукоза оксидазе (PTB-GOx) као радна електрода сензора. Резултати мерења глукозе у сузама показали су високу стабилност (РСД = 2,54%), и широк линеарни опсег између 0,075 и 7,5 mM, линеарни коефицијент је био 0,961, а граница детекције 22,2 μМ.
Милојевић Наташе истраживала је како наноструктурни материјали уграђени у мека контактна сочива богата водом утичу на промену видљивог спектра под утицајем различитих концентрација глукозе у води, полазећи од чињенице да је мерење концентрације глукозе у воденим растворима на бази материјала контактних сочива основа за мерење глукозе у сузном филму и крвном суду ока. У овим истраживањима у основни материјала меких контактних сочива SL38 додати су фулеренски наноматеријали фулeрeн C60 (fullerene) , фулeрeн хидрoксилaт C60(OH)24 (fullerenol) и фулерен метаморфен хидроксилат C60(OH)12(OC4N5H10)12 (metformin hydroxylated fullerene)l. Фулерени су коришћени због својих добрих трансмисионих карактеристика. Ћелија за биогориво контактних сочива произведена је коришћењем електрода од папира причвршћених на меком контактном сочиву од силиконског еластомера. Анода од папира састоји се од поли(метилен зеленог) и хидрогелне матрице која садржи лактат дехидрогеназу и никотинамид аденин динуклеотид хидрат (НАД+). Катода од папира је модификована са 1-пиренеметил антрацен-2-карбоксилатом, а затим је билирубин оксидаза имобилизована унутар полимера. Тестирање биогоривих ћелија контактних сочива је изведено у синтетичком раствору суза на 35°C. Напон отвореног кола је био 0.413±0.06 V, а максимална струја и густина снаге  61.3±2.9 µA cm−2 and 8.01±1.4 µW cm−2, што је респективно. Континуирани рад током 17 часова  открио је нестабилност аноде пошто је излазна струја брзо опадала у прва 4 часа, а затим се стабилизовала у наредних 13 часа.  Примена биогорива ћелија за контактна сочива је корак ка постизању електронских контактних сочива и уређаја за очи са сопственим напајањем са интегрисаним извором напајања.

## Технике мерења глукозе
Технике минимално инвазивног и неинвазивнoг мерење глукозе могу бити груписане као:
- поткожне,
- кожне,
- епидермалне,
- комбиновано дермална и епидермална мерења глукозе.

Постоје  и минимално инвазивне (субкутане ензиматске електроде, микродијализа, реверзна ионофореза) и неинвазивне методе континуираног мерења глукозе (различит лом светлости- инфрацрвена ИР спектроскопија и НИР спектроскопија, фотоакустична спектроскопија, диелектрична спектроскопија). Неинвазивна оптичка мерења глукозе се врше тако што се фокусира сноп светлости на тело. Након преноса преко циљане области, светло се модификује од стране ткива. Оптички садржај производи дифузна светлост која је продрла кроз ткиво. Апсорпсција светлости од коже је због својих хемијских компоненти (нпр. вода, хемоглобин, меланин, масти и глукозе).
Параметри осим крви који су у фази истраживања укључују интерстицијалне течности, течности ока и зној.  

## Врсте уређаја
Почетни сензори глукозе засновани на сузама били су дизајнирани као траке причвршћени за флексибилну растезљиву подлогу, али су постепено уклоњени јер их је било тешко причврстити за зеницу. Тренутно се многи истраживачки тимови фокусирају на сензоре глукозе типа контактних сочива за праћења глукозе.  Међутим, сензор глукозе за сузу типа контактних сочива и даље се суочавају са многим проблемима, тако да ова мерода још није достигла  стандард за улазак на тржиште, из следећих разлога:
- Прво јер ће се пропусност контактног сочива смањити због сензора и преносног кола, што захтева повећање пропустљивости у нови избор материјала и дизајн преносних кола.

- Друго, за удобност корисника, сензор углавном усваја бежично напајање и бежични пренос, што поставља високе захтеве за снабдевање енергијом преноса сигнала. Ако сензор генерише топлоту током употребе, то ће изазвати иритацију и нелагодност у очима. У будућности, ћелије са биогоривом могу бити комбиноване са сензорима да би се решио проблем снабдевања енергијом за пренос сигнала.[7]

Последњих година електронски уређаји су интегрисани са контактним сочивима како би покушали да развију „паметна“ контактна сочива корисна у биомедицинским апликацијама или за личне електронске дисплеје на оку. Специфични уређаји који се развијају укључују електронска контактна сочива за:
- детекцију глукозе,

- детекцију лактата,

- праћење интраокуларног притиска (ИОП),

- корекцију презбиопије,

- електронски дисплеј.

Иако су већина уређаја за контактна сочива до сада били лабораторијски прототипови повезани са извором напајања, неки од њих су се напајали бежично путем радио-фреквентне (РФ) индукције. Бежични пренос енергије се стално побољшава, али и даље има недостатак што захтева петљу за пренос близу ока и спољни извор напајања. Ови недостаци могу бити гломазни, посебно за људе који воде активан животни стил. Бољи приступ за напајање уређаја са контактним сочивима био би онај који је самосталан и интегрисан са контактним сочивом тако да нема потребе за спољним извором напајања.
Из спроведених истраживања и анализе...до сад добијени резултати и дијаграми показују да под утицајем различите концентрације глукозе у води, која је саставни део контактних сочива, долази до промене спектара у видљивом домену...тако да ће мерења глукозе у воденим растворима меких контакних сочива омогућити  даља in vivo истраживања идентификације глукозе у сузном филму.

## Кашњење резултата
Џефри и сарадницима  открили су да је просечно време кашњења између глукозе у сузама и глукозе у крви достиже 13 мин, па је коефицијент корелације  само 0,7544, тако да тачност мерења није могла да испуни клиничке захтеве. У раној фази, линеарни интервал сензора глукозе типа контактних сочива које су развили Чу и сарадници био је 0,03–5,0 мм а коефицијент корелације  0,999, док је кашњење било око 10 мин у поређењу са вредношћу глукозе у крви.. 
Недавно су Парк и сарадници дизајнирали флексибилно паметно контактно сочиво које је користило сребрну мрежу која од нановлакна као провидно растезљиво коло и које је интегрисало сензор глукозе од графена и бежични дисплеј на еластичној композитној подлози. Иако је сочиво 93% провидно у видљивој светлости, оно има време одзива од 1,3 с, и границу детекције од 12,57 микрона и оптимизовано је за топлоту. Нажалост овај уређај не пружа квантитативно мерење концентрације глукозе у сузама.